# Carter MacIntyre
Carter MacIntyre (Atlanta, 1979) è un attore statunitense.

## Biografia
Carter MacIntyre è noto soprattutto per i ruoli televisivi nella serie Undercovers e American Heiress e per il film Hunter Killer. Precedentemente ha recitato in Smith, ER - Medici in prima linea e ha interpretato un agente della CIA Leo Nash nella serie NBC Undercovers nella stagione autunnale 2010. Inoltre è stato scelto come nuovo angelo custode di Drop Dead Diva per la stagione 4, ruolo che lo ha portato alla notorietà.

## Filmografia

### Cinema
- Hunter Killer - Caccia negli abissi (Hunter Killer), regia di Donovan Marsh (2018)

### Televisione
- E.R. - Medici in prima linea (ER) – serie TV, episodio 13x02 (2006)
- Undercovers – serie TV, 11 episodi (2010-2012)
- Drop Dead Diva – serie TV, 14 episodi (2014)
- The Mentalist – serie TV, episodio 1x16 (2014)
- L'uomo nell'alto castello (The Man in the High Castle) – serie TV, 3 episodi (2019)

## Doppiatori italiani
Nelle versioni in italiano delle opere in cui ha recitato, Carter MacIntyre è stato doppiato da:
- Riccardo Scarafoni in E.R. - Medici in prima linea, CSI - Scena del crimine
- Francesco Bulckaen in Undercovers, Private Practice
- Gianfranco Miranda in The Mentalist, Hunter Killer
- Roberto Gammino in Drop Dead Diva
- Alessandro Rigotti in Major Crimes
- Roberto Certomà in NCIS - Unità anticrimine
- Giorgio Borghetti in L'uomo nell'alto castello
- Stefano Crescentini in Bosch